# Эйнауди, Джулио (издатель)
Джу́лио Эйна́уди (итал. Giulio Einaudi; 2 января 1912, Турин, по другим данным Дольяни — 5 апреля 1999, Подджо Соммавилла, фракция коммуны Коллевеккьо, по другим данным Мальяно-Сабина) — итальянский издатель, основатель издательства Einaudi. Сын политика и экономиста Луиджи Эйнауди.
Уже в 1920-х годах увлёкся левыми идеями. В 1933 году создал собственное небольшое издательство, специализировавшееся на публикации научных книг и художественной литературы. В годы Второй мировой войны сблизился с Итальянской коммунистической партией. В первые послевоенные годы превратил своё предприятие в «издательство-лабораторию», собрав вокруг себя многих ярких интеллектуалов и писателей, прежде всего левых взглядов.
Начиная с 1960-х годов у издательства возникли всё более усугублявшиеся финансовые проблемы, закончившиеся поглощением его в 1989 году издательским концерном Mondadori, находившимся под контролем Сильвио Берлускони. После поглощения издательства, Эйнауди, тем не менее, оставался его руководителем до своей смерти.

## Ранняя биография
Джулио Эйнауди был младшим из трёх сыновей экономиста и политика, будущего председателя Банка Италии и президента Итальянской Республики Луиджи Эйнауди и Иды Пеллегрини. Его старший брат Роберто стал инженером, а брат Марио — профессором политологии в нескольких американских университетах.
Джулио родился 2 января 1912 года — по одним данным в Турине, по другим — в Дольяни. В 1920-х годах обучался в Турине в лицее-гимназии, где одним из его учителей был антифашист и интеллектуал Аугусто Монти. Вокруг Монти сформировалась группа учеников, в которую входили также Франко Антоничелли, Норберто Боббио, Леоне Гинзбург, Массимо Мила, Чезаре Павезе, Витторио Фоа и другие — они собирались в кафе или дома у одного из них и обсуждали литературу, философию и политику. В 1929 году Эйнауди с весьма посредственными оценками окончил среднюю школу и в тот же год поступил в Туринский университет, где блестяще получил два высших образования — сперва в области естественных наук, затем — медицины. В том же году стал сотрудничать с журналом Riforma sociale (с итал. — «Социальная реформа»), редактором которого был его отец.

## Во времена фашизма и Второй мировой войны

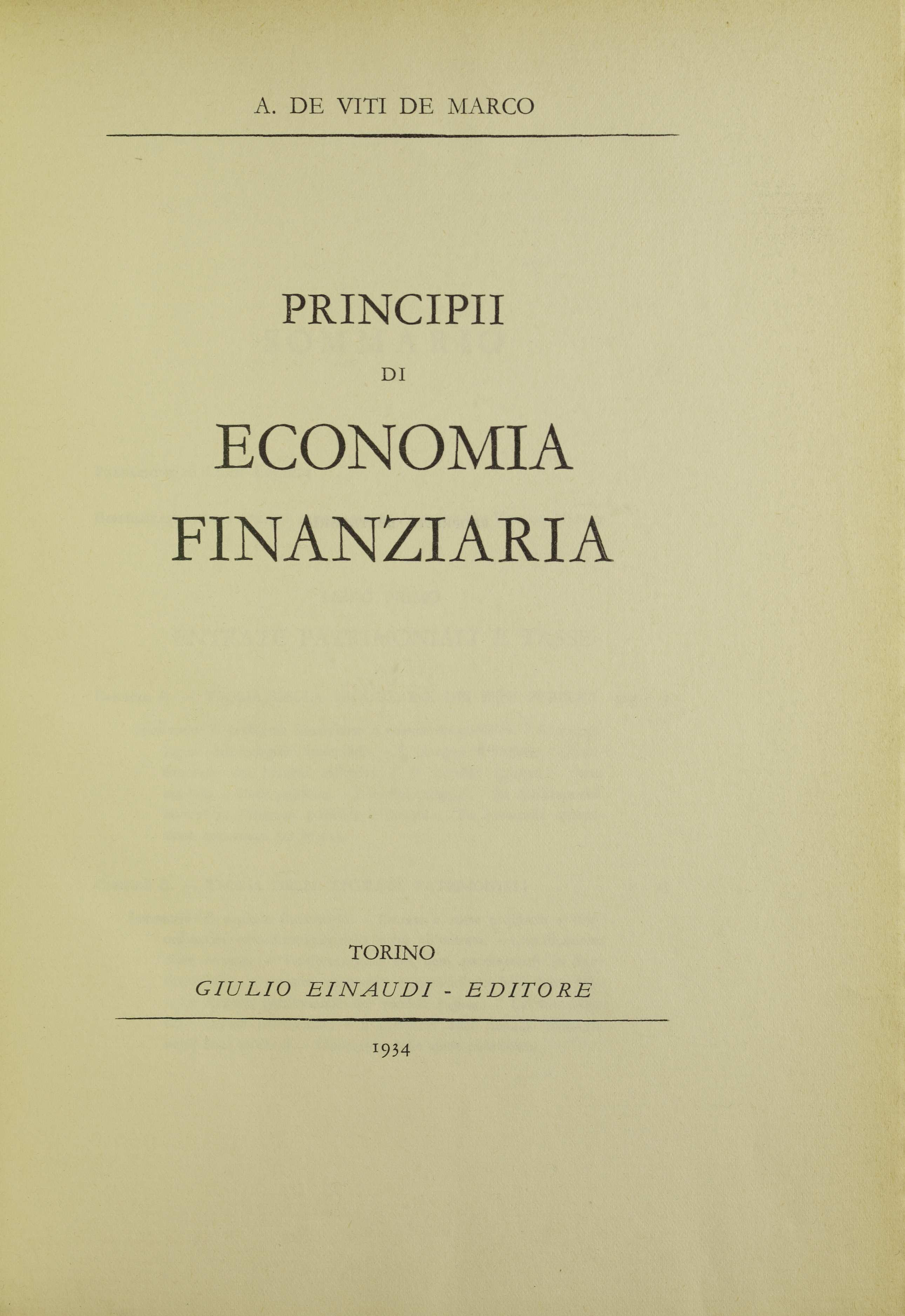
Книга Де Вити Де Марко, Антонио «Принципы финансовой экономики», выпущенная издательством Эйнауди в 1934 году

В 1933 году Джулио Эйнауди создал собственное небольшое издательство, которое размещалось в одном здании с редакцией еженедельника L’Ordine Nuovo Антонио Грамши. В 1934 году издательство запустило книжную серию Cultura, в публикации которой большую роль сыграл школьный товарищ Эйнауди Леон Гинзбург, однако через год издание было прекращено фашистской цензурой. В последующие годы времён фашистского правления издательству пришлось столкнуться со всё возраставшим цензурным и политическим давлением, поэтому Эйнауди сконцентрировался преимущественно на издании научных и исторических трудов. Несмотря на это, в издательстве оставались серии Poeti (с итал. — «Поэты») и Narratori contemporanei (с итал. — «Современные писатели»), первыми изданными книгами в которых были «Обстоятельства» Эудженио Монтале и «Твои родные места» Чезере Павезе.
В 1939 году Италия вступила во Вторую мировую войну на стороне нацистской Германии. В 1940 году Джулио Эйнауди был призван в армию, но ему удалось получить отсрочку по причине необходимости продолжения работы. В 1941 году он открыл римский офис издательства, который сотрудничал с такими авторами, как Марио Аликата, Карло Мушетта, Джайме Пинтор, а позднее Павезе — как оказалось, это было разумным шагом, так как туринский офис издательства серьёзно пострадал в ходе союзнических бомбардировок города. В условиях оккупации северной Италии войсками Нацистской Германии Эйнауди предпочёл переехать 8 сентября 1943 года в нейтральную Швейцарию, но через некоторое время вернулся в Италию и даже воевал в антифашистском партизанском отряде в Валле-д’Аосте. В октябре 1944 года Джулио Эйнауди впервые встретился в освобождённом от фашистов Риме с национальным секретарём Итальянской коммунистической партии Пальмиро Тольятти — эта встреча во многом повлияла на его издательскую политику первых послевоенных лет.

## Успех первых послевоенных лет

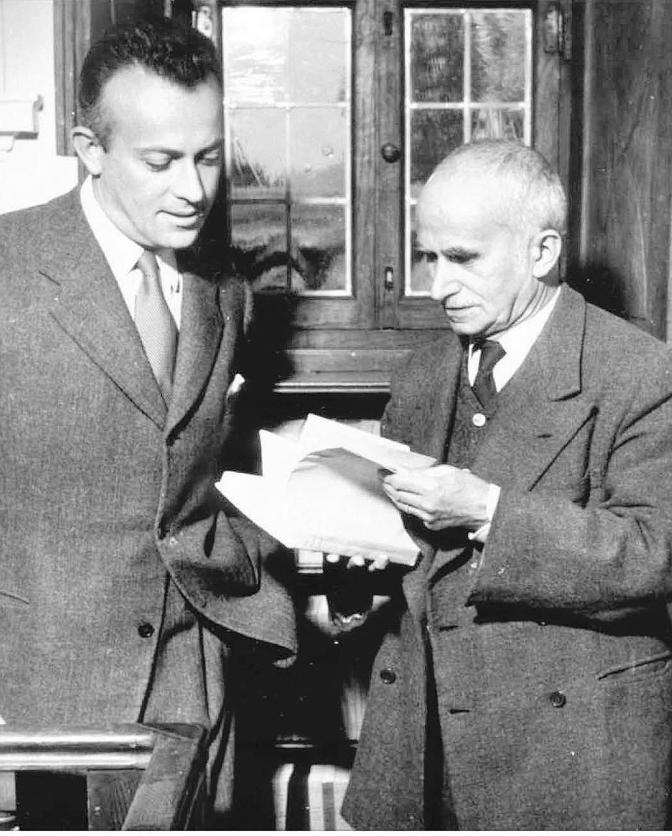
Джулио Эйнауди со своим отцом — президентом Итальянской Республики, 1951

В первые послевоенные годы Эйнауди превратил своё предприятие в то, что он называл «издательством-лабораторией» (итал. casa-laboratorio), в политике которой многие решения принимались коллективно, совместно с его близкими сотрудниками. В эти годы (примерно до 1955—1956 годов) он оставался близок к Итальянской коммунистической партии. В число авторов издательства вернулись многие из тех, кто сотрудничали с ним до войны (значительное их число вернулось из эмиграции). Среди сотрудников издательства оказались также Джулио Боллати, Элио Витторини, Итало Кальвино, Карло Леви и другие. Среди выпускавшихся издательством книжных серий появились исторические серии Antologie (с итал. — «Антологии») и Cataloghi (с итал. — «Каталоги»), а также серия современной прозы Notiziario Einaudi (с итал. — «Новинки Эйнауди») и журнал Libri nuovi (с итал. — «Новые книги»). Издательство выпускало серии книг по экономике и философии, открыло два собственных магазина в престижных местах — в «Галерее Мандзони» (итал. Galleria Manzoni) в Милане и на Виа Витторио-Венето в Риме.
Среди книг, выпущенных издательством в эти годы были сочинения многих современных и классических авторов, как итальянских, так и иностранных — среди них такие непохожие авторы, как Симона де Бовуар, Бертольт Брехт, Фернан Бродель, Карло Эмилио Гадда, Антонио Грамши, Раймон Кено, Джанфранко Контини, Бруно Мунари, Марсель Пруст, Джанни Родари, Паоло Сприано, Беппе Фенольо, Дарио Фо, Джеймс Джордж Фрэзер, Ноам Хомский и Леонардо Шаша.
Вместе с тем, уже с середины 1950-х годов Джулио Эйнауди столкнулся с тем, что в значительной мере влияло на всю его последующую деятельность: с одной стороны — грандиозные планы, с другой — недостаток средств. Эйнауди стремился познакомить читателей с максимально широкой гаммой авторов, в результате чего многие книги оказывались финансово провальными, что отрицательно влияло на функционирование издательства как коммерческого предприятия. С 1954 по 1957 годы была разработана и проведена в жизнь масштабная программа по спасению компании, в результате чего семейное предприятие было преобразовано в акционерное общество, многими из акционеров которого стали публиковавшиеся в издательстве авторы, а также интеллектуалы и простые читатели — всего 4300 человек.

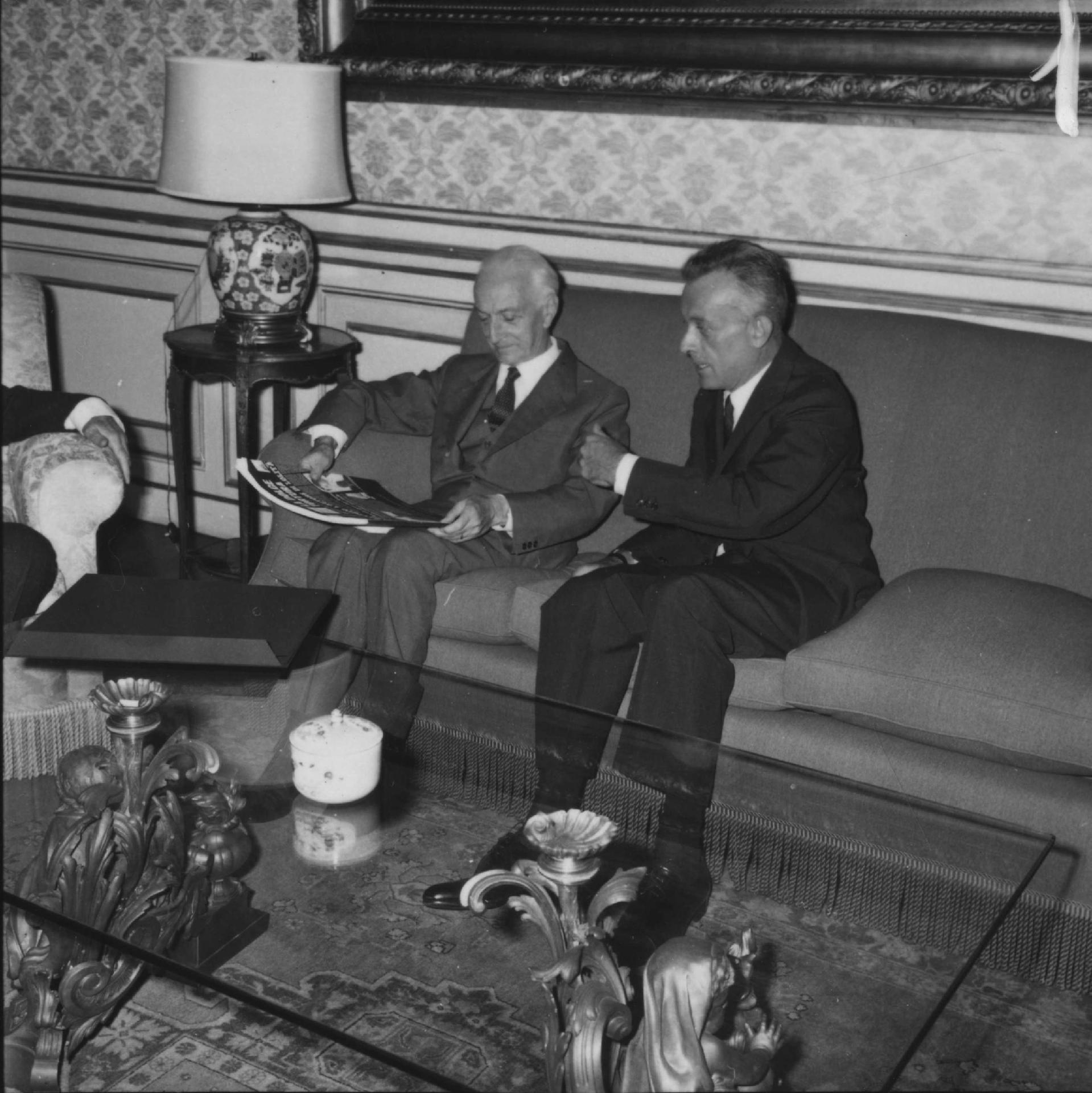
Джулио Эйнауди с президентом Итальянской Республики Антонио Сеньи, 1963

В начале 1960-х годов Джулио удалось получить для своего издательства нескольких авторов, книги которых стали бестселлерами — так «Невеста Бубе» Карло Кассолы в одном только 1961 году была продана в количестве 70 000 экземпляров, в 1962 году столь же успешным был «Сад Финци-Контини» Джорджо Бассани. Были созданы серии для публикации произведений таких иностранных авторов, как Сол Беллоу, Хорхе Луис Борхес, Роберт Музиль, Джером Дэвид Сэлинджер или Маргерит Юрсенар. В середине 1960-х годов Эйнауди был одним из первых итальянских издателей, познакомивших своих читателей с современной прозой Советского Союза — среди изданных им книг были «Один день Ивана Денисовича» Александра Исаевича Солженицына и «Оттепель» Ильи Григорьевича Эренбурга. Среди успешных изданий итальянских авторов можно также назвать «Историю» Эльзы Моранте, которая всего за пять месяцев 1974 года была продана в «невероятном» количестве 600 000 экземпляров.

## Начало проблем
Вместе с тем, уже с середины 1960-х годов политика «издательства-лаборатории» начала давать сбои. Действительно, Эйнауди смог собрать в своём издательстве значительное количество ярких интеллектуалов, но обратной стороной этого стало то, что многие из них продвигали публикацию «хороших книг», а не «книг, которые нравятся читателям». Этот разрыв становился всё более заметным по сравнению с конкурентами — такими, как издательский концерн Арнольдо Мондадори. В 1974 году в Римини прошло совместное совещание владельцев и руководителей девяти итальянских издательств левого толка, на котором было принято решение о создании Лиги демократических издательств, руководителем которой был избран Джулио Эйнауди.
В 1970-х годах редакционной коллегией издательства во главе с Джулио Эйнауди был принят ряд ошибочных стратегических решений, приведших к печальным последствиям. Редакцией было задумано и осуществлено несколько многотомных научных изданий, среди которых «История Италии» в шести томах (итал. Storia d’Italia; 1972—1982), «Энциклопедия» в 16 томах (Enciclopedia; 1977—1982), «История итальянского искусства» в 12 томах (Storia dell'arte italiana; 1979—1983) и «Итальянская литература» (Letteratura italiana). Эйнауди стремился выпустить издания высокого научного качества, однако его издательство не обладало ни финансовыми, ни полиграфическими, ни коммерческими возможностями для реализации в полной мере поставленных задач. В результате реализация этих амбициозных проектов не только не вывела компанию из финансового кризиса, но и усугубило его.
Дополнительным ударом по созданному Джулио Эйнауди издательству стал уход Джулио Боллати — одного из ключевых сотрудников начиная ещё с 1950-х годов. Перед уходом Боллати написал Эйнауди письмо, в котором обвинил того в разрушении существовавшей несколько десятилетий концепции издательства. Он писал, что предприятие перестало быть группой интеллектуалов, сплотившихся вокруг издателя, но так и не стало современным предприятием, соответствовавшим новым вызовам. Боллати обвинял Эйнауди в авторитаризме и в том, что тот забыл о демократических принципах издательства. В то же время, кризис издательства Эйнауди был не единичным фактом — Витторио Фоа писал в 1983 году, что он был лишь частью кризиса левой культуры, либеральной демократии и марксизма.

## Усугубление проблем, последние годы и смерть

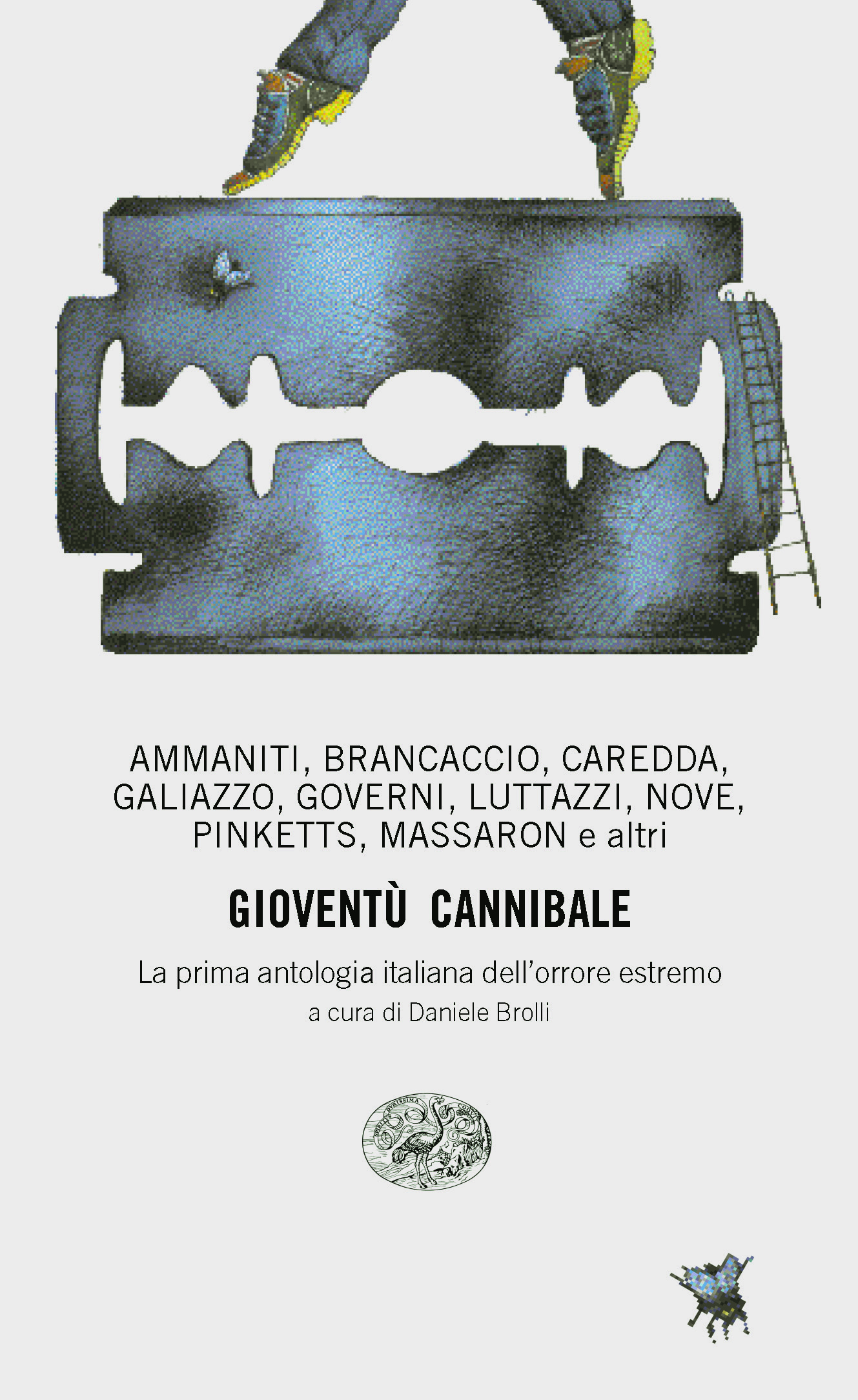
Обложка одной из книг издательства Эйнауди, 1996

Результатом финансовых проблем издательства Эйнауди было введение в 1983 году правительством страны внешнего управления его деятельностью, для осуществления которого был направлен адвокат Джузеппе Россетто. Издательство находилось под внешним управлением до 1986 года, после чего наступил многолетний период переговоров о его слиянии с одним из конкурентов. Сам Эйнауди стал фигурантом нескольких судебных дел. В 1989 году произошло слияние с издательством Electa — некогда частью издательского концерна Mondadori, перешедшего за несколько лет до того под контроль Сильвио Берлускони. Незадолго до этого слияния, в 1988 году Джулио Эйнауди впервые с начала 1980-х смог вернуться на пост президента созданного им издательства.
Несмотря на сложное финансовое положение 1980-х годов, издательство продолжало печатать множество успешных книг. Среди новых серий выделялась серия переводных книг, на запуске которой особенно настаивал лично Джулио Эйнауди — Scrittori tradotti da scrittori (с итал. — «Писатели, переведённые писателями»). В этой серии появились произведения Антонии Сьюзен Байетт, Тахара Бенжеллуна, Амитава Гоша, Дона Делилло, Аниты Десаи, Авраама Б. Иегошуи, Кадзуо Исигуро, Алехо Карпентьера, Альваро Мутиса, Пола Остера, Жозе Сарамаго, Мартина Эмиса и других авторов. Несмотря на уход нескольких авторов первой величины (таких, как Итало Кальвино в 1984 и Наталии Гинзбург в 1990 году), Эйнауди удалось сохранить значительную часть «своих» итальянских авторов, а также привлечь многих начинающих — таких, как прозаики Даниэле Дель Джудиче, Марко Лодоли, Джулио Моцци или Марчелло Фойс, поэты Патриция Вальдуга, Джанни Д’Элиа, Альбино Пьерро или Джованни Рабони. В 1990-х годах Эйнауди запустил необычный для своего времени проект мультимедийных книг — бумажной книги, к которой часто прилагалась видеокассета. В этой серии вышли произведения таких авторов, как Педро Альмодовар, Роберто Бениньи, Раймонд Карвер, Джон Леннон и других — серия имела большой успех, её тиражи составляли от 50 000 до 200 000 экземпляров.
Джулио Эйнауди скончался 5 апреля 1999 года — по одним данным в Подджо Соммавилле, фракции коммуны Коллевеккьо, по другим данным в Мальяно-Сабине.

## Награды
- 1995 — Кавалер Большого креста ордена «За заслуги перед Итальянской Республикой»[3].
- 1997 — Звание почётного профессора современной филологии Трентского университета[1].
- 1999 — Звание почётного профессора филологии в Туринского университета[1].